# Pyramica zeteki
Pyramica zeteki är en myrart som först beskrevs av Brown 1959.  Pyramica zeteki ingår i släktet Pyramica och familjen myror. Inga underarter finns listade i Catalogue of Life.